# Silvio Ángel
Silvio Ángel (Manizales, 1942) é um ator colombiano.

## Filmografia
- El laberinto  (2012)
- La hija del mariachi  (2008)
- Amores de mercado  (2007)
- Decisiones  (2007)
- Te voy a enseñar a querer  (2006)
- Todos quieren con Marilyn (2004)
- Brujeres  (2000)
- La caponera  (2000)
- Café, con aroma de mujer  (1994)
- La potra Zaina  (1993)
- La casa de las dos palmas  (1990)
- Historia de dos hermanos  (1983)
- Don Chinche  (1982)
- La tía Julia y el escribidor  (1981)
- La abuela  (1980)